# 菅野高松
菅野 高松（すがの の たかまつ、生没年不詳）は、平安時代前期の貴族。姓は朝臣。官位は従五位上・玄蕃頭。

## 経歴
貞観元年（859年）左大史の官職にあったが、清和天皇の大嘗会にて大内記・高階菅根とともに装束司判官を務め、大嘗会終了に際して揃って外従五位下に叙せられた。
貞観3年（861年）正月に紀伊介に任ぜられるが、2月に越中介に転じる。貞観9年（867年）内位の従五位下に叙せられるとともに紀伊介に任ぜられ、再び地方官を務めた。
貞観19年（877年）陽成天皇の即位に伴う叙位にて従五位上に昇叙され、元慶8年（884年）には玄蕃頭に任ぜられている。

## 官歴
『日本三代実録』による。
- 時期不詳：正六位上。左大史
- 貞観元年（859年） 9月21日：装束司判官（大嘗会）。11月19日：外従五位下
- 貞観3年（861年） 正月13日：紀伊介。2月25日：越中介
- 貞観9年（867年） 正月7日：従五位下（内位）。正月12日：紀伊介
- 貞観19年（877年） 正月3日：従五位上
- 元慶8年（884年） 5月26日：玄蕃頭